# Oddworld: Munch's Oddysee
Oddworld: Munch's Oddysee è un videogioco a piattaforme, primo capitolo della saga di Oddworld a essere stato sviluppato interamente in 3D. Inizialmente sarebbe dovuto uscire per PlayStation 2, ma venne pubblicato come esclusiva per Xbox nel 2001. Il gioco passa a un'interfaccia completamente diversa rispetto ai precedenti.
In Oddworld: Munch's Oddysee viene aggiornato il motore grafico A.L.I.V.E. (Aware Lifeforms in Virtual Entertainment), versione modificata del Gambebryo.
Nel 2003 esce la versione per Game Boy Advance.
Il 20 dicembre 2010 il gioco è stato adattato per PC in digitale tramite Steam e anche su OnLive il 17 maggio 2011.
Nel dicembre del 2012 è uscita una versione in HD  con miglioramenti grafici, modelli migliorati, ridoppiaggio e materiale bonus del gioco chiamata Oddworld: Munch's Oddysee HD per PlayStation 3, e il 17 dicembre 2014 per PlayStation Vita, disponibile in digitale sullo Store.
Dal 2016 è disponibile una nuova versione per PC che include la lingua italiana.
Dal 14 Maggio 2020 il gioco è disponibile su Nintendo Switch (con localizzazione italiana tramite DLC gratuito)

## Trama
Ambientato immediatamente dopo gli eventi di Abe's Exoddus, la storia si incentra su un tripedonte di nome Munch, la cui specie è stata praticamente sterminata a causa della pesca commerciale ad opera delle popolazioni industrializzate di Oddworld; le uova di tripedonte sono infatti una delicatezza conosciuta come tripediale (in poche parole, del prelibatissimo caviale), e i polmoni di queste creature anfibie sono molto ricercati in quanto possono essere trapiantati in sostituzione di quelli dei Glukkon, generalmente devastati dal continuo consumo di sigari. Munch è ormai l'ultimo rimasto della sua specie, e nel cercare altri suoi simili tramite un canto che funge da richiamo, viene attirato da una trappola che simula per l'appunto il canto dei tripedonti, finendo catturato e imprigionato nella fortezza volante nota come Laboratori Saddik, in cui vi abita l'omonima specie. Essi impiantano un sonar sulla testa di Munch, con lo scopo di costringerlo a catturare degli animaletti pelosi noti come Sferoidi, sui quali i Saddik stavano svolgendo esperimenti. Munch riesce a fuggire dai Laboratori Saddik grazie all'aiuto di alcuni Sferoidi imprigionati insieme a lui; nello stesso momento Abe, protagonista dei due giochi precedenti, è a colloquio con l'Onnipotente Zibibbo, un oracolo per i Mudokon, dal quale apprende di Munch e sempre dal quale gli viene ordinato di portare in salvo il tripedonte. Una volta trovatisi a seguito della fuga di Munch dai laboratori, l'Onnipotente Zibibbo li informa che insieme hanno una missione: recuperare l'ultima lattina esistente di tripediale che verrà messa all'asta proprio nella fortezza dei Saddik, così come portare in salvo una larga quantità di uova di Mudokon che gli stessi Saddik hanno in loro possesso. Per riuscirci, Abe e Munch devono aiutare il Glukkon Lulu costringendo altri Glukkon estremamente ricchi a donare un enorme quantitativo di denaro a Lulu, in modo tale che lui possa partecipare all'asta e ottenere la lattina di tripediale coi soldi guadagnati. Lulu, grazie agli sforzi combinati dei due protagonisti, diventa così un multimilionario; quando poi egli si reca ai Laboratori Saddik per partecipare all'asta, Abe e Munch si infiltrano a loro volta nella fortezza per portare in salvo le uova di Mudokon.
Ciò che succede poi viene determinato in base alle azioni compiute dal giocatore durante la partita, e, in maniera tipica dei giochi di Oddworld, si potrà accedere a due finali contrapposti. Il finale ottenuto è determinato in base al karma, che potrà essere buono o cattivo in base al numero di Sferoidi e schiavi Mudokon salvati. Similarmente ai giochi precedenti a Munch's Oddysee, se si salva almeno il 50% dei propri compagni trovati durante l'avventura, si avrà accesso agli ultimi due livelli e successivamente al finale buono; invece se il numero di compagni salvati è inferiore al 50%, si avrà il finale cattivo. Bonus aggiuntivi si otterranno per aver salvato o ucciso tutti gli Sferoidi e i Mudokon che verranno incontrati.
Il finale buono vede Abe possedere Lulu e utilizzare tutti i suoi guadagni per vincere l'asta, lasciando così il povero Glukkon in bancarotta, al che i Saddik ritornano ai propri laboratori, ove trovano un'enorme quantità di esplosivi, presumibilmente posizionati dagli sferoidi; le bombe si innescano, uccidendo i Saddik e facendo saltare in aria l'intera fortezza volante. A seguito dell'esplosione, Abe e Munch notano, accanto alla luna già presente nei giochi precedenti e sulla quale era impressa l'impronta della zampa di Abe, l'apparizione di una seconda luna che, di riflesso, ha l'orma di Munch sulla propria superficie. Una variazione del finale buono si ottiene in caso dell'ottenimento del "karma angelico", sbloccabile se si è riusciti a salvare tutti gli Sferoidi e tutti gli schiavi Mudokon: a seguito della distruzione dei Laboratori Saddik e della liberazione delle uova di Mudokon, l'intera economia industriale di Oddworld crolla, e la colpa di tutto ciò ricade su Lulu.
Il finale cattivo, invece, vede Abe e Munch attaccati dagli Sferoidi, furiosi per il fatto che i due non hanno salvato abbastanza creature dalle grinfie dei Saddik. Subito dopo, la testa di Abe viene esposta come fosse un trofeo di caccia, mentre Munch che muore dopo che gli sono stati estratti i suoi polmoni, ceduti a Lady Margaret, regina dei Glukkon. Anche qui, si ottiene una variazione del finale cattivo in caso di raggiungimento del "karma nero", ottenibile uccidendo tutti i compagni trovati sul nostro cammino. In questa variazione, il tripediale viene mangiato e le uova di Mudokon si schiudono, dando vita a una nuova stirpe di servi destinati a lavorare per sempre per i Glukkon, esattamente come Abe e i suoi simili schiavizzati ai Mattatoi Ernia e allo Stabilimento Tempesta d'Anime.

## Differenze dalla versione precedente
Il gioco era inizialmente progettato per la PlayStation 2, ma i produttori all'ultimo momento scelsero l'Xbox, per le sue prestazioni migliori. Nel gioco precedente c'erano delle differenze, che non hanno messo nella seconda versione:
- Gli Slig potevano salire le scale.
- Abe poteva nascondersi nell'ombra come nei giochi precedenti.
- Abe poteva gettare gli slig dalle finestre.
- I mudokon nativi potevano far crescere i mental.
- C'erano degli slig con un'elica dietro la schiena.
- Per la prima volta era possibile possedere anche gli Slog.

## Remake in HD
Il 19 dicembre 2012 in Europa e il 24 dicembre in America è uscito un remake del gioco per PlayStation 3 e il 17 dicembre 2014 per PlayStation Vita. Il gioco, disponibile solo in digitale sul PlayStation Store, offre una grafica rielaborata e nuovi poligoni ben definiti, con il cambio di alcuni effetti sonori (disponibile solo in inglese).
Dal 2016 è disponibile una nuova versione per PC che sostituisce la versione precedente uscita il 20 Dicembre 2010 , includendo alcuni miglioramenti grafici della versione HD per Playstation 3 e Playstation Vita e la localizzazione in lingua italiana proveniente dall'edizione per Xbox.
Dal 14 Maggio 2020 è disponibile una versione per Nintendo Switch che riprende quella per PC e include la lingua italiana tramite DLC gratuito presente sul Nintendo eShop.